# 周天成
周天成（1990年1月8日—），男，臺灣羽球單打運動員，效力於合作金庫羽球隊。從2007年開始代表中華台北出戰國際賽，2019年周天成的世界排名升上至第二，創下生涯最高紀錄，亦創下台灣本土男單選手最佳紀錄。
周天成2014年在法國超級賽成為臺灣第一位在世界羽聯超級系列賽奪冠的男單選手，此後其世界排名多年穩居前十。2024年獲得湯姆斯盃男團銅牌、2022年獲得世錦賽男單銅牌、2019年獲得亞錦賽男單銅牌、2018年獲得亞運會男團銅牌及男單銀牌。2013年世大運及2015年世大運皆獲得男單銅牌。2020年晉級全英公開賽獲得亞軍、2019年於印尼公開賽獲得冠軍，皆為臺灣本土男單最佳。他曾贏得海洛羽毛球公開賽四冠（2012、2013、2014、2023）、德國羽毛球公開賽二連冠（2017、2018），台北羽球公開賽四冠（2016、2017、2019、2022）；於2016年里約奧運、2020年東京奧運、2024巴黎奧運三度參加奧運男子單打比賽，最終皆止步於八強。

## 技術特點
周天成身體素質佳，其雙腿擁有足夠的爆發力和肌耐力，成為他在場上來回移動與跳躍殺球的後盾。周天成早期打法較為單調，缺乏技巧擾亂對手，在球場上主要依靠體能和身體素質與對手消耗，2012年奧運男雙金牌得主之一蔡贇亦曾評論周天成「沒有網前」及「肯尼亚级的体能」（意為打法仰賴體能）。周天成的打法主要依靠頑強的防守與突擊，其突擊殺球具備高威脅性，雖然在網前的爭奪戰通常偏向弱勢，但其挑球和防守能力可以彌補相關不足。

## 出生背景及青少年時期
周天成的父母為了給他伸展肢體、奔跑跳躍的機會而讓周天成開始接觸羽球，也在產生興趣之後於小學三年級轉學到有專業羽球隊的雙蓮國小。周天成六年級時，獲得人生第一項全國比賽冠軍，也在學校教練陳文平的介紹下，認識對他的羽球生涯影響良多，來自印尼並在台灣執教的鄭永成，此後一直到就讀成淵國中、基隆高中都是由鄭永成指導。2006年，就讀高二準備升高三的周天成在當年第二次全國羽球排名賽男單乙組賽事擊敗許仁豪，以冠軍之姿取得甲組選手資格。2008年，周天成與姜凱心搭檔，在亞洲青年錦標賽出戰混合雙打項目，最終獲得季軍。
高中畢業後，周天成就讀國立臺灣體育大學桃園校區（現國立體育大學），後就讀該校競技與教練科學研究所。

## 球員生涯

### 早年發展與嶄露頭角
2009年，周天成加入合作金庫羽球隊。在該年2月，就讀大學一年級的周天成於第一次全國排名賽贏得亞軍。
2010年，周天成在7月第二次全國排名賽，接連於準決賽和決賽擊敗合作金庫羽球隊的隊友薛軒億、廖晟勳，奪下生涯首座甲組排名賽冠軍，坐穩2010年亞運羽球比賽參賽資格，在9月參加中國大師賽時，世界排名第102的周天成面對甫奪世界錦標賽冠軍的中國選手陈金，以21－18先勝一局，次局16－8時對手因傷選擇退賽，爆冷晉級，最終敗於另一位中國選手諶龍，止步八強。在2010年亞洲運動會舉辦期間，周天成世界排名攀升至第66位，並代表中華台北參加羽毛球比賽的男子單打和男子團體項目。在男子單打比賽，他接連戰勝世界排名第15的印尼選手索尼·昆科羅、世界排名第23的日本選手山田和司，晉級八強後與陳金再次碰頭，最終雖以19－21、14－21落敗，但寫下中華隊於亞運男單項目的最佳成績，他也因為在這年幾次擊敗成名已久的各國選手，一度被台灣媒體譽為「名將殺手」。

### 2012-2013年：國際賽首冠
在接下來幾年，周天成在國際賽場漸有斬獲。他先是在2011年的荷蘭大獎賽首度晉級國際賽決賽，最終以1比2（21－18、15－21、16－21）敗於隊友薛軒億，獲得亞軍。2012年，周天成雖然無緣參加倫敦奧運，但是在加拿大大獎賽以2比1（15－21、21－16、21－9）逆轉戰勝另一位台灣選手林祐賢，獲得生涯在國際賽兼大獎賽級別的第一座冠軍；之後漸入佳境，作為東道主選手在10月舉辦的中華台北公開賽接連擊敗馬來西亞的劉國倫、隊友薛軒億以及印尼的普拉塞特約，生涯首度晉級該項賽事決賽，也是東道主13年來第一位晉級決賽的男單球員。最終，周天成在決賽以直落二（11－21、17－21）不敵越南選手阮進明。10月底，周天成轉戰歐洲賽場，在德國舉辦的碧特博格黃金大獎賽擊敗地主國選手馬克·茨維布勒，奪下黃金大獎賽級別首冠後，又相繼於冰島國際賽、挪威國際賽、威爾斯國際賽奪冠，其中在冰島還與江美慧搭檔在混合雙打項目奪冠。
2013年4月，周天成在印度超級賽期間因胃痛落敗，回國後被診斷出闌尾炎且穿孔多日，術後經過一段時間修養，7月參加在俄羅斯喀山舉辦的世界大學運動會羽球比賽，獲得男子單打及混合團體銅牌。8月，周天成在中國廣州舉行的世界羽毛球錦標賽男子單打項目，首圈以2比0擊敗斯洛文尼亞選手伊斯托克·乌特鲁萨晉級，但在第二圈就以1比2（10-21、21-19、10-21）不敵9號種子、丹麥的簡·奧·約根森出局。時至10月，周天成做為主力助中華隊於東亞運動會羽毛球比賽男子團體銅牌。11月時，周連續兩年在碧特博格黃金大獎賽決賽對決相同對手－馬克·茨維布勒，並以13－21、21－18、21－15再次擊敗對手，達成二連霸，這也是他在這個賽季唯一一座冠軍。

### 2014-2016年

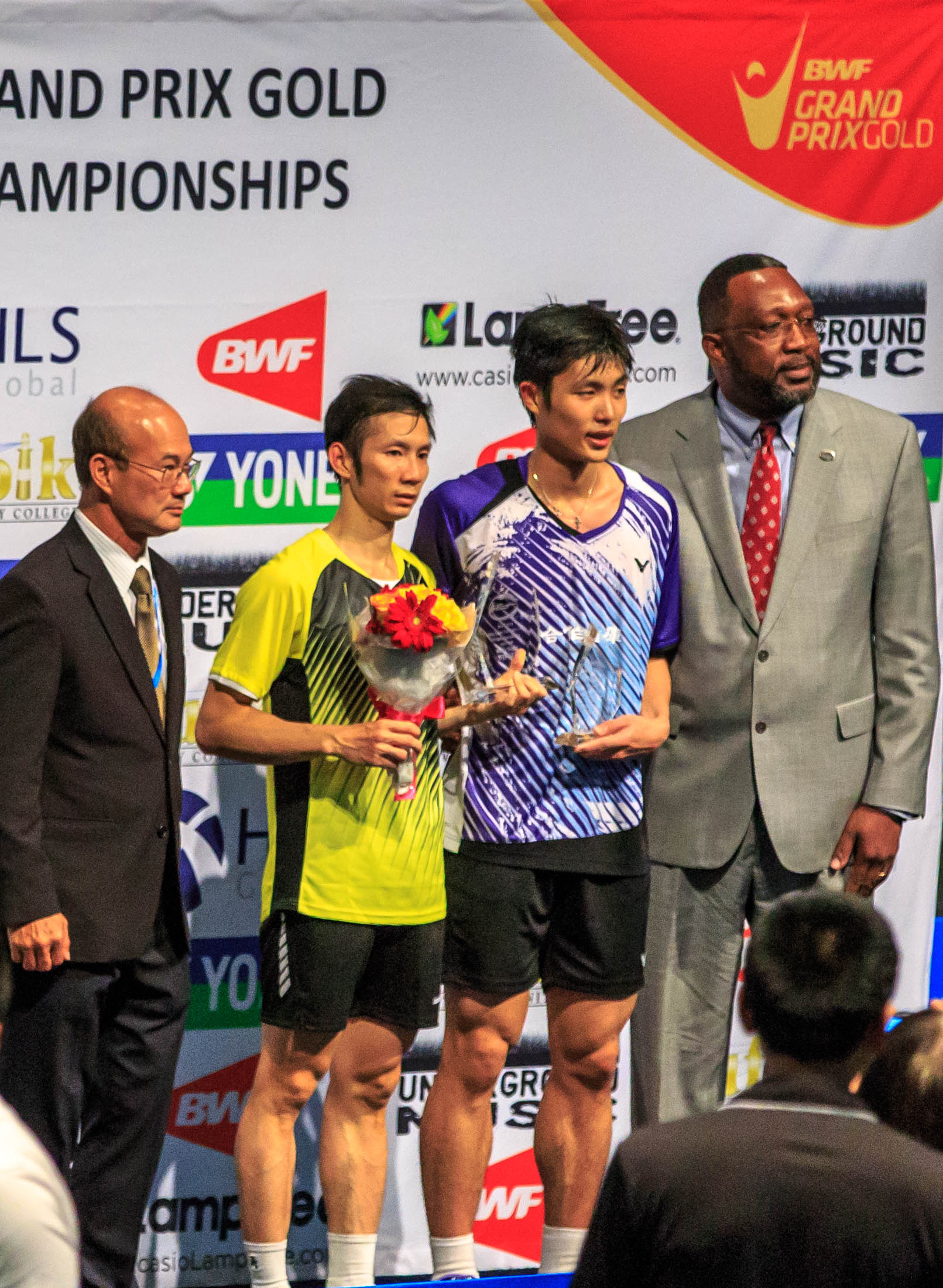
周天成獲得2014年美國黃金大獎賽亞軍。

周天成在2014年迎來生涯起飛的一年。他雖然在上半年遭遇一次國際賽十連敗，一直到7月的加拿大大獎賽才止敗，之後逐漸找回狀態，離開加拿大後緊接著以第二種子身分出戰美國黃金大獎賽並成功闖入決賽，最終以19－21、21－14、19－21不敵第一種子阮進明，獲得亞軍。

#### 世錦賽首闖八強
2014年8月，周天成參加丹麥哥本哈根舉行的世界羽毛球錦標賽，出戰男子單打項目。他先在首圈反勝愛沙尼亞的劳尔·穆斯特，次圈直落二擊敗15號種子、日本佐佐木翔晉級；第三圈面對3號種子、丹麥的簡·奧·約根森，因對手中途退出而晉級；但至半準決賽，他卻以0比2（14-21、14-21）負於另一位丹麥選手、14號種子维克托·阿萨尔森，8強止步，但亦追平了台灣本土男單選手在世錦賽的最佳成績。9月，周天成入選中華隊參加在韓國仁川舉辦的亞洲運動會羽毛球比賽男子團體與單打項目。男子團體項目最終不敵韓國隊奪銅，此亦為中華隊史首面亞運羽球獎牌；男子單打項目則以12－21、21－18、18－21敗給中國香港的魏楠，二度止步八強。

#### 法國超級賽奪冠
2014年10月，周天成出戰法國超級賽，一路上戰勝二號種子簡·奧·約根森、伍家朗、八號種子維克托·阿薩爾森，準決賽時以14－21、21－18、21－19逆轉四號種子湯米·蘇吉亞托，最後在男單決賽以10－21、25－23、21－19逆轉五號種子王睜茗獲勝，摘下個人生涯第一座超級系列賽冠軍，成為台灣首位超級系列賽男子單打冠軍得主，周天成的世界排名也憑藉法國站成績來到第八位，首度進入世界前十之列。他在隔週前往德國，尋求衛冕碧特博格黃金大獎賽，在準決賽擊敗世界排名第九的三號種子田厚威，決賽時以直落二（21-17、21-10）戰勝愛爾蘭的斯科特·埃文斯，完成男單三連霸，在接下來的中國首要超級賽也闖進四強才敗於兩屆奧運金牌得主林丹。
2015年，周天成在上半年無甚斬獲。7月，周天成代表中華隊（國立體育大學）出戰在韓國光州市舉行的世界大學生運動會羽球比賽，於男子單打四強賽負於地主選手全奕陳，奪得銅牌。在世大運結束不久隨即返國參加中華台北公開賽，在準決賽以2比1（21-19、18-21、21-16）戰勝4號種子林丹，此役也被周自評參加該項賽事以來「最難忘的比賽」，而後他在決賽雖然以1比2（21-15、9-21、6-21）敗給頭號種子、世界排名第一的諶龍，仍追平個人及台灣選手在台北公開賽最佳成績。雖然周天成在印尼雅加達舉行的世界羽毛球錦標賽男子單打項目首輪賽事爆冷以0比2（5-21、20-22）不敵馬來西亞的祖尔法里·祖基菲里出局，但之後的成績漸趨穩定，在日本超級賽、韓國超級賽、丹麥首要超級賽皆晉級四強。時至10月，周天成時隔一年重返法國超級賽，並在決賽首度與馬來西亞名將李宗偉交手，終盤以直落二（13-21、18-21）落敗，無緣衛冕。
2016年3月，周天成晉級德國黃金大獎賽決賽，在21－15先勝一局的情況下，遭到對手林丹以17－21、17－21逆轉。7月，周天成在中華台北公開賽第三度晉級男單決賽，決賽對手為中國選手喬斌，這次他成功以直落二（21-18、21-17）取勝，相隔17年再度由地主選手奪下男子單打冠軍。

#### 約奧運八強
時至2016年8月，周天成首度獲得奧運參賽資格，以第六種子身分參加里約奧運羽毛球比賽男子單打項目。周天成在小組賽中擊敗來自以色列的米沙·西爾伯曼和比利時的譚雨涵，成功晉級淘汰賽；在十六強賽，以2比0（21-10、21-13）戰勝香港的胡贇，最後以0比2（9-21、15-21）敗於馬來西亞的李宗偉，止步八強，追平謝裕興於2008年北京奧運紀錄。

### 2017-2018年：亞運會男單銀牌

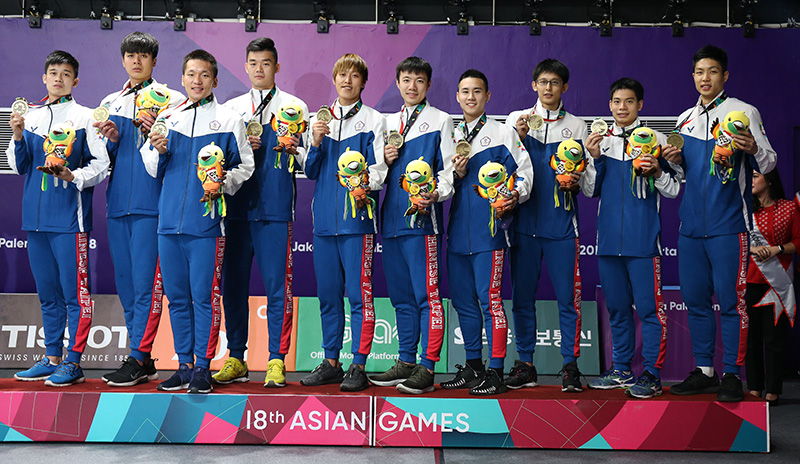
中華隊奪得2018年雅加達亞運男團銅牌。

2017年3月，周天成在德國黃金大獎賽與隊友王子維攜手晉級決賽，在這場內戰中以直落二（21-16、21-14）奪冠。在德國賽結束後，周天成在隔週舉行的全英首要超級賽接連擊敗印尼老將索尼、泰國選手坦農薩克，直到準決賽以21－10、14－21、9－21敗於李宗偉，追平台灣男單選手紀錄。4月，於印度超級賽獲亞。7月，周天成在中華台北公開賽決賽再次與隊友王子維碰頭，並以18－21、21－19、21－15逆轉，達成二連霸。
2017年，臺灣於8月舉辦臺北世大運，但因為賽程與世界羽毛球錦標賽撞期，多數臺灣選手為將獎牌留在臺灣而決定參加世大運，而周天成在兩者之間選擇世錦賽。8月，他前往蘇格蘭格拉斯哥，在男子單打項目首輪擊敗英格蘭的托比·潘迪，次輪再以2比1逆轉（20-22、21-18、21-14）戰勝德國老將馬克·茨維布勒，成為對手自國際羽壇引退前的最後一位對手；十六強賽，周天成以2比1（19-21、21-10、21-12）逆轉戰勝印度的塞·帕拉內斯·巴米迪帕提，但在八強時，周天成苦戰三局以1比2（18-21、22-20、16-21）敗於當屆冠軍、丹麥的維克托·阿薩爾森，二度止步八強。
2018年，世界羽聯施行全新賽事分級－世界羽聯世界巡迴賽。在新的賽制中，周天成在超級500賽（Super 500）、超級300賽（Super 300）兩個級別表現較佳，奪下德國公開賽、新加坡公開賽、韓國公開賽單打冠軍以及印度公開賽亞軍，惟在中華台北公開賽止步四強，未能取得三連霸；在超級750賽（Super 750）獲得丹麥公開賽、中國福州公開賽皆獲得亞軍；在更高級別的超級1000賽（Super 1000），最佳成績為中國公開賽止步四強。周天成在2018年巡迴賽賽季取得三冠一亞，卻在該年世界錦標賽男子單打八強賽，決勝局一度取得11－4領先的情況下，遭到中國選手石宇奇以18－21逆轉，生涯第三度止步八強。
除了世界羽聯主辦之賽事，周天成在2018年8月底亦代表中華隊參加於印尼雅加達舉行的第18屆亞洲運動會羽毛球比賽，在率先進行的男子團體項目，以第一單打的身分幫助隊伍取得銅牌；在接下來的男子單打項目，他戰勝范高強（越南）、旺差伦（泰國）、伍家朗（中國香港）與印尼的安東尼·西尼蘇卡·金廷，成功晉級決賽。最終，他以1比2（18-21、22-20、15-21）負於另一位印尼選手喬納坦·克里斯蒂奪得銀牌，寫下中華隊在亞運羽球男單項目最佳成績。

### 2019-2021年

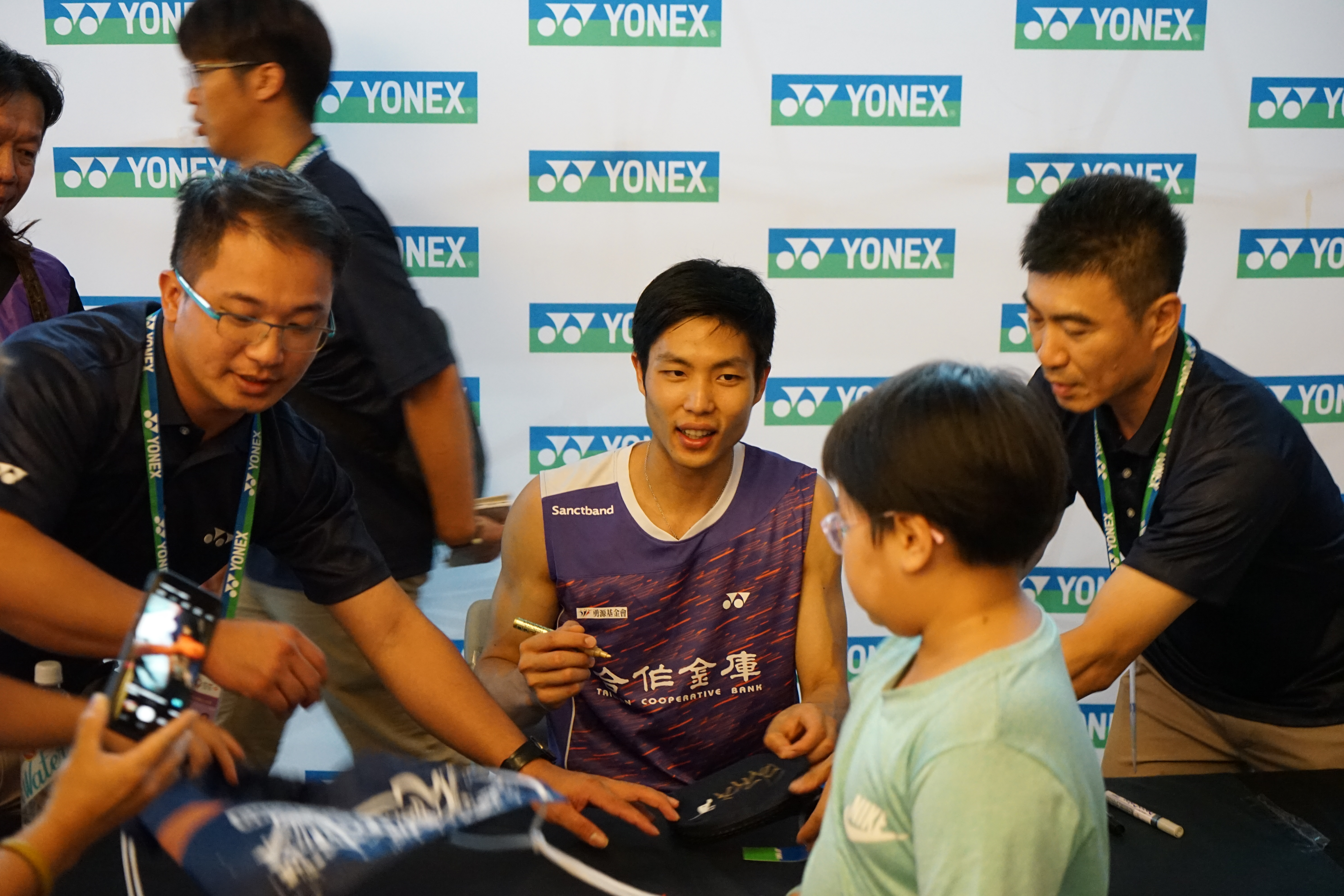
周天成於2019年中華台北公開賽後舉行簽名會。

#### 印尼公開賽封王，世界排名第二
2019年賽季，周天成在國際羽壇寫下多項台灣男子單打紀錄。2019年4月，他在亞洲錦標賽獲得季軍，為臺灣自1999年陳鋒之後最佳成績。2019年7月，周天成作為四號種子出戰印尼公開賽，在16強賽以2比1（24-22、17-21、21-13）戰勝林丹，八強賽以16－21、21－18、21－14逆轉地主選手喬納坦·克里斯蒂，準決賽以21－19、18－21、21－16擊退泰國第一單打旺差倫。周天成在決賽面對來自丹麥的安德斯·安東森時，以21－18先下一局；第二局於關鍵時刻遇主審誤判，以24－26被對手扳回一城；最終，周天成以21－15拿下決勝局，成為臺灣羽壇首位晉級超級1000賽級別冠軍賽並奪冠的男子單打選手。兩週後，周天成參加超級500賽級別的泰國公開賽，一路戰勝西本拳太、李梓嘉等選手晉級決賽；在決賽面對伍家朗時，周天成在決勝局16－20落後的情況下挽救四個賽末點，最終以23－21逆轉，奪得該年第二座冠軍。周天成憑藉於印尼、泰國兩站公開賽奪冠，世界排名在2019年8月6日達到生涯最佳第二位，也追平臺灣男單最佳排名。
2019年，周天成亦於中華台北公開賽獲得生涯、年度第三冠，也在9月與11月分別打進韓國公開賽、中國福州公開賽決賽，但皆負於世界排名第一的桃田賢斗；在本年度世界錦標賽，周天成在男子單打八強面對過去四戰全勝的泰國選手旺差伦，最終以1比2（16-21、21-11、14-21）落敗，第四度止步八強。

#### 全英男單亞軍
2020年3月，周天成赴英參加全英公開賽，由於時任球王桃田賢斗在1月舉行的馬來西亞大師賽奪冠後遭遇車禍而暫別國際舞台，令周得以大會第一種子的身分出賽；他從首輪起先後擊敗荷蘭馬克·卡爾尤、日本常山幹太、隊友王子維；準決賽面對丹麥選手安德斯·安東森時，因對手於比賽中途腳踝扭傷退賽而晉級決賽，成為台灣第一位闖進全英男單決賽的運動員；最終，他在決賽以0比2（13-21、14-21）惜敗丹麥的安賽龍。
全英賽結束後，世界羽聯隨即因2019冠状病毒病疫情爆發而暫緩舉辦賽事，2020年東京奧運亦延期至2021年7月舉行。為維持比賽手感，周天成除了參加自家主辦的「模擬東京奧運對抗賽」，10月亦冒著疫情參加世界羽聯為重啟國際賽事而舉辦的丹麥公開賽。
2019冠状病毒病疫情導致2020年世界巡迴賽賽季眾多賽事取消，該年世界巡迴賽總決賽也延遲舉辦，世界羽聯為此於2021年1月在泰國連續舉辦三站賽事，其中包含增設Yonex泰國公開賽、Toyota泰國公開賽兩站超級1000級別公開賽及總決賽，並要求選手必須出席兩站泰國公開賽才能獲邀出席總決賽。周天成在兩站泰國公開賽皆止步四強，分別敗於伍家朗及安賽龍，於總決賽亦再度敗於安賽龍而止步四強。

#### 東京奧運八強
時至2021年7月，周天成前往東京參加2020年夏季奥林匹克运动会，並以第2種子出戰羽毛球比賽男子單打項目。他在小組賽中擊敗布雷施泰特（瑞典）和楊燦（加拿大）成功晉級淘汰賽，並受惠於第二種子身分而在淘汰賽首輪輪空；在八強賽，面對賽前九戰全敗的金牌衛冕者、中國的諶龍，周天成最終以1比2（14-21、21-9、14-21）落敗，二度止步奧運八強。
奧運結束後，周天成在該年世界巡迴賽賽季取得法國公開賽亞軍與晉級印尼大師賽四強，在延遲至年終舉辦的世界錦標賽，則爆冷不敵中國的陸光祖，止步32強。

### 2022年：台北賽四次封王、世錦賽銅牌

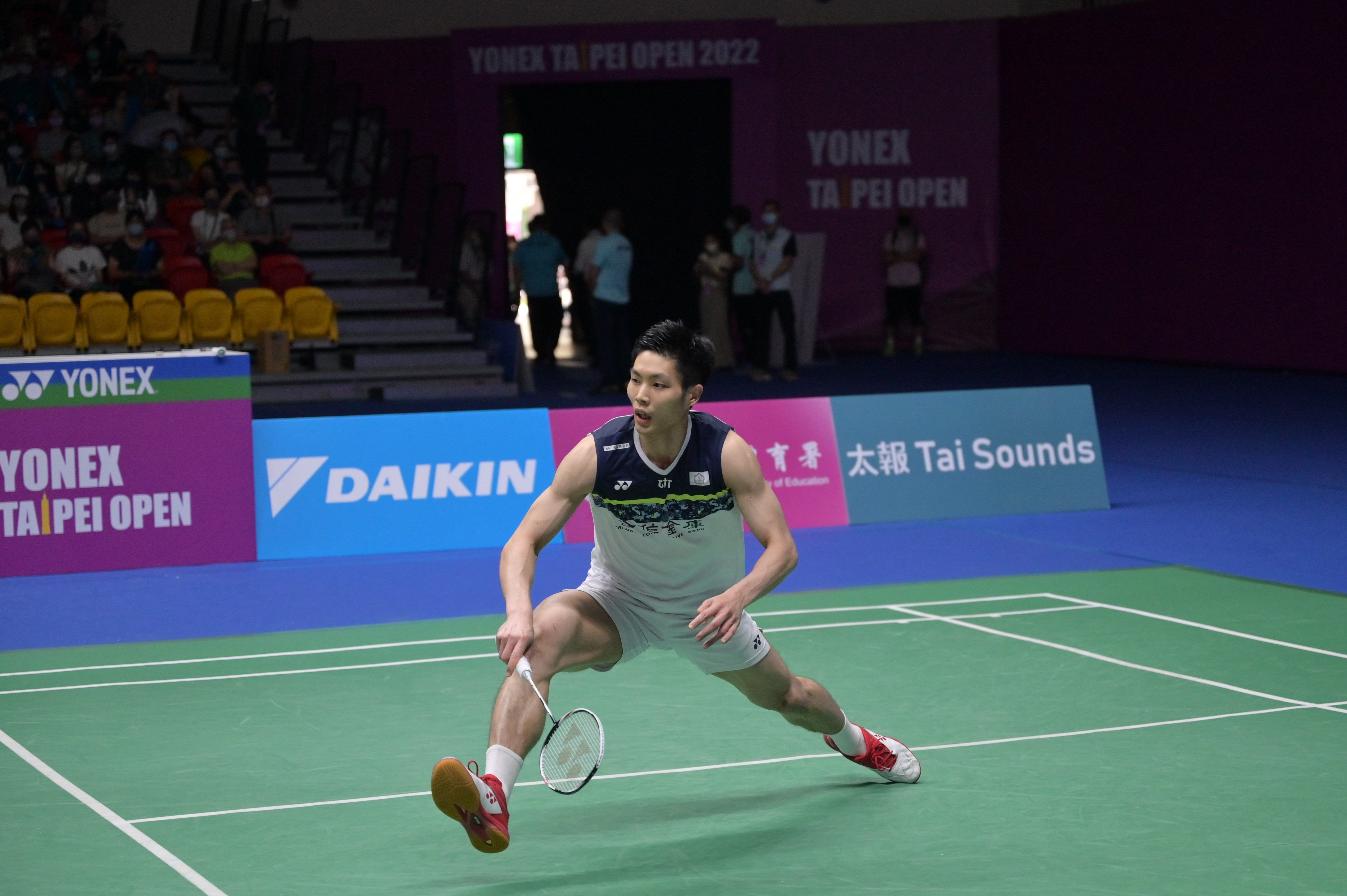
周天成於2022年台北公開賽。

世錦賽結束後，周天成時隔三月出戰在2022年3月舉辦的全英公開賽，在接連擊敗S·H·雷斯塔维托、劉國倫後，周天成於八強賽擊敗世界排名第八的印尼選手喬納坦·克里斯蒂，生涯第三度晉級全英賽四強；最終於準決賽以直落二（13-21、15-21）不敵世界第一的安賽龍。5月，周天成參加湯姆斯盃，助中華隊於小組賽擊敗加拿大、德國及印度，達成隊史首次在湯盃以小組第一之姿晉級八強。6月，於印尼大師賽擊敗李卓耀、拉克什亞·森與當屆世錦賽冠軍駱建佑等年輕新秀，該年賽季首度晉級決賽，最終再次不敵安賽龍獲得亞軍。相隔一月後，周天成在台北公開賽決賽擊敗日本新秀奈良岡功大，獲得生涯第四冠及兩度達成二連霸，並推高賽史男單之奪冠紀錄。
2022年8月，周天成前往參加在日本東京舉辦的第27屆世界羽球錦標賽，並以第四種子身分出戰男子單打項目，在擊敗印度的帕拉内斯、加拿大的何舒和香港的李卓耀之後，第五度晉級世錦賽八強；八強賽時，周天成面對世界排名第七的印尼選手喬納坦·克里斯蒂，在決勝局15－20落後之下，化解五個賽末點，連奪七分，以局數2比1（14-21、21-11、22-20）逆轉，生涯首次闖進世錦賽四強。周天成最後在四強以15－21、17－21不敵安賽龍，收穫季軍，成為自1999年陳鋒以來，再次於世錦賽男單項目奪牌的臺灣選手，亦為本土男單第一人。

### 2023年
周天成從2023開季即表現不理想，直至3月舉辦的瑞士羽毛球公開賽，周在準決賽以直落二（21-10、21-15）擊敗安賽龍，中止對戰七連敗，但決賽面對世界排名第37的黑馬渡邊航貴時以1比2（20-22、21-18、12-21）落敗。
瑞士公開賽結束直到11月初，周天成在各站賽事都難以挺進八強之後，導致世界排名從年初第五，至8月29日時跌落至第11，是周天成自2014年11月以來世界排名首度跌出前十。6月，在台北公開賽16強敗於隊友林俊易，是自從2015年來首次無緣該賽事八強；8月，周天成在世錦賽男單16強再次不敵安賽龍；10月，生涯第四度參加亞洲運動會，最後不敵石宇奇止步男單八強。
11月，周天成在海洛羽毛球公開賽決賽以21-23、21-17、21-10逆轉李卓耀，自2022年台北公開賽後，睽違15個月奪冠，也是第四度在該站賽事奪冠。一週後，在超級500級別熊本大師賽晉級四強，最終不敵中國選手石宇奇。

## 主要比賽成績
只列出曾進入準決賽的國際賽事成績：
| 年份   | 賽事                     | 公開賽級別 | 項目     | 拍檔   | 成績   |
| ------ | ------------------------ | ---------- | -------- | ------ | ------ |
| 2008年 | 亞洲青年羽毛球錦標賽     | 其他       | 混合雙打 | 姜凱心 | 季軍   |
| 2011年 | 荷蘭羽毛球大獎賽         | 大獎賽     | 男子單打 | －     | 亞軍   |
| 2012年 | 加拿大羽毛球大獎賽       | 大獎賽     | 男子單打 | －     | 冠軍   |
| 2012年 | 中華台北羽球公開賽       | 黃金大獎賽 | 男子單打 | －     | 亞軍   |
| 2012年 | 碧特博格羽毛球黃金大獎賽 | 黃金大獎賽 | 男子單打 | －     | 冠軍   |
| 2012年 | 冰島羽毛球國際賽         | 國際系列賽 | 男子單打 | －     | 冠軍   |
| 2012年 | 冰島羽毛球國際賽         | 國際系列賽 | 混合雙打 | 江美慧 | 冠軍   |
| 2012年 | 挪威羽毛球國際賽         | 國際挑戰賽 | 男子單打 | －     | 冠軍   |
| 2012年 | 威爾斯羽毛球國際賽       | 國際挑戰賽 | 男子單打 | －     | 冠軍   |
| 2013年 | 世界大學運動會羽毛球比賽 | 其他       | 混合團體 | －     | 銅牌   |
| 2013年 | 世界大學運動會羽毛球比賽 | 其他       | 男子單打 | －     | 銅牌   |
| 2013年 | 東亞運動會羽毛球比賽     | 其他       | 男子團體 | －     | 銅牌   |
| 2013年 | 碧特博格羽毛球黃金大獎賽 | 黃金大獎賽 | 男子單打 | －     | 冠軍   |
| 2014年 | 德國羽毛球黃金大獎賽     | 黃金大獎賽 | 男子單打 | －     | 準決賽 |
| 2014年 | 加拿大羽毛球大獎賽       | 大獎賽     | 男子雙打 | 廖晁祥 | 準決賽 |
| 2014年 | 美國羽毛球黃金大獎賽     | 黃金大獎賽 | 男子單打 | －     | 亞軍   |
| 2014年 | 亞洲運動會羽毛球比賽     | 其他       | 男子團體 | －     | 銅牌   |
| 2014年 | 法國羽毛球超級賽         | 超級賽     | 男子單打 | －     | 冠軍   |
| 2014年 | 碧特博格羽毛球黃金大獎賽 | 黃金大獎賽 | 男子單打 | －     | 冠軍   |
| 2014年 | 中國羽毛球首要超級賽     | 首要超級賽 | 男子單打 | －     | 準決賽 |
| 2015年 | 美國羽毛球黃金大獎賽     | 黃金大獎賽 | 男子單打 | －     | 準決賽 |
| 2015年 | 世界大學運動會羽毛球比賽 | 其他       | 男子單打 | －     | 銅牌   |
| 2015年 | 中華台北羽球黃金大獎賽   | 黃金大獎賽 | 男子單打 | －     | 亞軍   |
| 2015年 | 日本羽毛球超級賽         | 超級賽     | 男子單打 | －     | 準決賽 |
| 2015年 | 韓國羽毛球超級賽         | 超級賽     | 男子單打 | －     | 準決賽 |
| 2015年 | 丹麥羽毛球首要超級賽     | 首要超級賽 | 男子單打 | －     | 準決賽 |
| 2015年 | 法國羽毛球超級賽         | 超級賽     | 男子單打 | －     | 亞軍   |
| 2016年 | 德國羽毛球黃金大獎賽     | 黃金大獎賽 | 男子單打 | －     | 亞軍   |
| 2016年 | 中華台北羽球公開賽       | 黃金大獎賽 | 男子單打 | －     | 冠軍   |
| 2016年 | 澳門羽毛球黃金大獎賽     | 黃金大獎賽 | 男子單打 | －     | 亞軍   |
| 2017年 | 德國羽毛球黃金大獎賽     | 黃金大獎賽 | 男子單打 | －     | 冠軍   |
| 2017年 | 全英羽毛球首要超級賽     | 首要超級賽 | 男子單打 | －     | 準決賽 |
| 2017年 | 印度羽毛球超級賽         | 超級賽     | 男子單打 | －     | 亞軍   |
| 2017年 | 中華台北羽球公開賽       | 黃金大獎賽 | 男子單打 | －     | 冠軍   |
| 2018年 | 印尼羽毛球大師賽         | 超級500賽  | 男子單打 | －     | 準決賽 |
| 2018年 | 印度羽毛球公開賽         | 超級500賽  | 男子單打 | －     | 亞軍   |
| 2018年 | 德國羽毛球公開賽         | 超級300賽  | 男子單打 | －     | 冠軍   |
| 2018年 | 新加坡羽毛球公開賽       | 超級500賽  | 男子單打 | －     | 冠軍   |
| 2018年 | 亞洲運動會羽毛球比賽     | 其他       | 男子團體 | －     | 銅牌   |
| 2018年 | 亞洲運動會羽毛球比賽     | 其他       | 男子單打 | －     | 銀牌   |
| 2018年 | 中國羽毛球公開賽         | 超級1000賽 | 男子單打 | －     | 準決賽 |
| 2018年 | 韓國羽毛球公開賽         | 超級500賽  | 男子單打 | －     | 冠軍   |
| 2018年 | 中華台北羽毛球公開賽     | 超級300賽  | 男子單打 | －     | 準決賽 |
| 2018年 | 丹麥羽毛球公開賽         | 超級750賽  | 男子單打 | －     | 亞軍   |
| 2018年 | 中國福州羽毛球公開賽     | 超級750賽  | 男子單打 | －     | 亞軍   |
| 2019年 | 德國羽毛球公開賽         | 超級300賽  | 男子單打 | －     | 準決賽 |
| 2019年 | 新加坡羽毛球公開賽       | 超級500賽  | 男子單打 | －     | 準決賽 |
| 2019年 | 亞洲羽毛球錦標賽         | 其他       | 男子單打 | －     | 季軍   |
| 2019年 | 澳洲羽毛球公開賽         | 超級300賽  | 男子單打 | －     | 準決賽 |
| 2019年 | 印尼羽毛球公開賽         | 超級1000賽 | 男子單打 | －     | 冠軍   |
| 2019年 | 泰國羽毛球公開賽         | 超級500賽  | 男子單打 | －     | 冠軍   |
| 2019年 | 中華台北羽毛球公開賽     | 超級300賽  | 男子單打 | －     | 冠軍   |
| 2019年 | 韓國羽毛球公開賽         | 超級500賽  | 男子單打 | －     | 亞軍   |
| 2019年 | 中國福州羽毛球公開賽     | 超級750賽  | 男子單打 | －     | 亞軍   |
| 2020年 | 全英羽毛球公開賽         | 超級1000賽 | 男子單打 | －     | 亞軍   |
| 2020年 | 丹麥羽毛球公開賽         | 超級750賽  | 男子單打 | －     | 準決賽 |
| 2020年 | YONEX泰國羽毛球公開賽    | 超級1000賽 | 男子單打 | －     | 準決賽 |
| 2020年 | TOYOTA泰國羽毛球公開賽   | 超級1000賽 | 男子單打 | －     | 準決賽 |
| 2020年 | 世界羽聯世界巡迴賽總決賽 | 總決賽     | 男子單打 | －     | 準決賽 |
| 2021年 | 法國羽毛球公開賽         | 超級750賽  | 男子單打 | －     | 亞軍   |
| 2021年 | 印尼羽毛球大師賽         | 超級750賽  | 男子單打 | －     | 準決賽 |
| 2022年 | 全英羽毛球公開賽         | 超級1000賽 | 男子單打 | －     | 準決賽 |
| 2022年 | 印尼羽毛球大師賽         | 超級500賽  | 男子單打 | －     | 亞軍   |
| 2022年 | 台北羽毛球公開賽         | 超級300賽  | 男子單打 | －     | 冠軍   |
| 2022年 | 世界羽毛球錦標賽         | 其他       | 男子單打 | －     | 季軍   |
| 2022年 | 日本羽毛球公開賽         | 超級750賽  | 男子單打 | －     | 亞軍   |
| 2022年 | 海洛羽球公開賽           | 超級300賽  | 男子單打 | －     | 亞軍   |
| 2023年 | 瑞士羽毛球公開賽         | 超級300賽  | 男子單打 | －     | 亞軍   |
| 2023年 | 海洛羽毛球公開賽         | 超級300賽  | 男子單打 | －     | 冠軍   |
| 2023年 | 日本熊本羽毛球大師賽     | 超級500賽  | 男子單打 | －     | 準決賽 |
| 2024年 | 泰國羽球大師賽           | 超級300賽  | 男子單打 | －     | 冠軍   |
| 2024年 | 瑞士羽毛球公開賽         | 超級300賽  | 男子單打 | －     | 亞軍   |
| 2024年 | 西班牙馬德里羽球大師賽   | 超級300賽  | 男子單打 | －     | 準決賽 |
| 2024年 | 湯姆斯盃                 | 其他       | 男子團體 | －     | 季軍   |
| 2024年 | 泰國羽球公開賽           | 超級500賽  | 男子單打 | －     | 準決賽 |
| 2024年 | 新加坡羽球公開賽         | 超級750賽  | 男子單打 | －     | 準決賽 |
| 2024年 | 日本羽球公開賽           | 超級750賽  | 男子單打 | －     | 亞軍   |
| 2024年 | 台北羽毛球公開賽         | 超級300賽  | 男子單打 | －     | 準決賽 |
| 2024年 | 北極羽毛球公開賽         | 超級500賽  | 男子單打 | －     | 冠軍   |
| 2024年 | 世界羽聯世界巡迴賽總決賽 | 總決賽     | 男子單打 | －     | 準決賽 |
| 2025年 | 台北羽球公開賽           | 超級300賽  | 男子單打 | －     | 亞軍   |
| 2025年 | 印尼羽球公開賽           | 超級1000賽 | 男子單打 | －     | 亞軍   |
| 2025年 | 美國羽球公開賽           | 超級300賽  | 男子單打 | －     | 準決賽 |
| 2025年 | 中國羽球公開賽           | 超級1000賽 | 男子單打 | －     | 準決賽 |

| 2007-2017年 | 首要超級賽 | 超級賽 | 黃金大獎賽 | 大獎賽 | 國際挑戰賽 | 國際系列賽 | 未來系列賽 | 其他 |

| 2018-2026年 | 總決賽 | 超級1000賽 | 超級750賽 | 超級500賽 | 超級300賽 | 超級100賽 | 國際挑戰賽 | 國際系列賽 | 未來系列賽 | 其他 |

### 奧運會和世錦賽參賽紀錄
|          | 2013 | 2014 | 2015 | 2016 | 2017 | 2018 | 2019 | 2020 | 2021 | 2022 | 2023 | 2024 |
| -------- | ---- | ---- | ---- | ---- | ---- | ---- | ---- | ---- | ---- | ---- | ---- | ---- |
| 男子單打 | 32強 | 8強  | 64強 | 8強  | 8強  | 8強  | 8強  | 8強  | 32強 | 季軍 | 16強 | 8強  |

## 主要對賽紀錄
周天成與主要對手的對賽成績如下（只列出對賽五次或以上對手，截至2025年2月4日）：
| 對手                   | 對賽次數 | 對賽結果 | 對賽結果 | 勝差 |
| 對手                   | 對賽次數 | 勝       | 負       | 勝差 |
| ---------------------- | -------- | -------- | -------- | ---- |
| 王子維                 | 12       | 12       | 0        | +12  |
| 林俊易                 | 5        | 3        | 2        | +1   |
| 戚又仁                 | 5        | 3        | 2        | +1   |
| 安賽龍                 | 24       | 4        | 20       | -16  |
| 安德斯·安东森          | 12       | 8        | 4        | +4   |
| H-K·S·維汀哈斯         | 9        | 7        | 2        | +5   |
| 简·奥·约根森           | 12       | 6        | 6        | 0    |
| 拉斯穆斯·杰姆克        | 7        | 5        | 2        | +3   |
| 伍家朗                 | 20       | 11       | 9        | +2   |
| 李卓耀                 | 14       | 9        | 5        | +4   |
| 黃永棋                 | 10       | 6        | 4        | +2   |
| 胡贇                   | 8        | 5        | 3        | +2   |
| 奈良岡功大             | 5        | 5        | 0        | +5   |
| 西本拳太               | 14       | 9        | 5        | +4   |
| 常山幹太               | 10       | 7        | 3        | +4   |
| 上田拓馬               | 8        | 6        | 2        | +4   |
| 坂井一將               | 5        | 1        | 4        | -3   |
| 桃田賢斗               | 16       | 2        | 14       | -12  |
| 佐佐木翔               | 5        | 3        | 2        | +1   |
| 湯米·蘇吉亞托          | 10       | 5        | 5        | 0    |
| 安东尼·西尼苏卡·金廷   | 16       | 6        | 10       | -4   |
| 乔纳坦·克里斯蒂        | 17       | 8        | 9        | -1   |
| 謝薩·希倫·雷斯塔維托   | 5        | 5        | 0        | +5   |
| 狄奧尼修斯·哈永·倫巴卡 | 5        | 4        | 1        | +3   |
| 坎塔蓬·旺差倫          | 8        | 7        | 1        | +6   |
| 苏庞余·阿韦辛桑农      | 6        | 6        | 0        | +6   |
| 科希特·佩爾帕達布      | 5        | 4        | 1        | +3   |
| 帕卡瓦·維萊叻          | 5        | 4        | 1        | +3   |
| 達農沙·森頌汶素        | 8        | 5        | 3        | +2   |
| 文薩·波薩那            | 7        | 4        | 3        | +1   |
| 布里斯·利弗德斯        | 12       | 4        | 8        | -4   |
| 李東根                 | 8        | 6        | 2        | +4   |
| 孫完虎                 | 11       | 3        | 8        | -5   |
| 石宇奇                 | 16       | 5        | 11       | -6   |
| 陸光祖                 | 9        | 7        | 2        | +5   |
| 趙俊鵬                 | 5        | 3        | 2        | +1   |
| 林丹                   | 10       | 3        | 7        | -4   |
| 諶龍                   | 10       | 0        | 10       | -10  |
| 喬斌                   | 6        | 4        | 2        | +2   |
| 王睜茗                 | 5        | 1        | 4        | -3   |
| 黄宇翔                 | 5        | 3        | 2        | +1   |
| 李梓嘉                 | 11       | 5        | 6        | -1   |
| 李宗偉                 | 7        | 0        | 7        | -7   |
| 劉國倫                 | 7        | 5        | 2        | +3   |
| 吳塤閥                 | 5        | 4        | 1        | +3   |
| 黃智勇                 | 5        | 2        | 3        | -1   |
| 駱建佑                 | 7        | 4        | 3        | +1   |
| 馬克·茨維布勒          | 6        | 4        | 2        | +1   |
| 楊燦                   | 8        | 7        | 1        | +6   |
| 阮進明                 | 5        | 2        | 3        | -1   |
| 拉克什亚·森            | 6        | 4        | 2        | +2   |
| 普蘭諾伊·H·S           | 13       | 7        | 6        | +1   |
| 斯里坎特·基達姆比      | 9        | 6        | 3        | +3   |
| 卡夏普·帕魯帕利        | 7        | 5        | 2        | +3   |
| 塞·帕拉內斯·B          | 5        | 5        | 0        | +5   |
| 阿賈伊·賈亞拉姆        | 5        | 2        | 3        | -1   |

## 綽號
周天成在臺灣球壇、球迷間被廣泛稱呼為「小天」。另有一較為戲謔之綽號「影帝」，源於他在場上時常表現出氣喘吁吁、體力不支的模樣，並被對手輕易搶下一局，在決賽局才艱苦勝出，中國大陸球迷遂有此稱呼。丹麥選手簡·奧·約根森亦曾於賽後握手時與周天成說：「你看起來很累，但其實並不是如此。」

## 個人生活

### 宗教信仰
周天成在2012年陷入低潮期時，受其物理治療師邀約前往教會，並在該年參加台北公開賽前在心中默許「若讓我打進決賽，我就信祢。」結果最後如願打進決賽，從此愈加頻繁前往教會。2013年，周在參加印度公開賽前雖感到腸胃極度疼痛，仍堅持完賽，賽後被診斷出盲腸炎且已穿孔多日，所幸患部恰巧有膿包包覆，而未引發可能危及性命的腹膜炎；周天成也在術後復健期間正式受洗為基督徒，從此篤信基督教。

### 公益活動
周天成熱心公益，曾表明「在自己還有影響力的時候就深耕公益，不確定將來退役是否還有影響力」，多次為罕見疾病兒童、台灣偏鄉教育付出，也會前往校園為小選手宣傳運動防護觀念。

### 政治參與
2018年11月21日，以影響參賽資格為由，出席反對以台灣為名申請參加2020年東京奧運公投案記者會。

### 健康
2013年曾因盲腸炎導致穿孔多日。2023年初，經健康檢查發現罹患初期大腸癌並隨即手術切除。

## 其他獎項
| 年份   | 頒獎典禮               | 獎項                   | 結果 | 備註    |
| ------ | ---------------------- | ---------------------- | ---- | ------- |
| 2024年 | BWF 2024年度最佳運動員 | 年度最佳男子單打運動員 | 提名 | [ 176 ] |

## 備註
1. 1 2  從印尼入籍中華民國的陳鋒，男子單打世界排名曾經到達第二位[7]。
2. ↑  海洛羽毛球公開賽前身為碧特博格公開賽，周天成曾在2012－2014年達成三連霸。

## 外部連結
- 周天成在国际奥林匹克委员会的资料
- 周天成的Instagram帳戶
- 周天成的Facebook專頁